# Sistema de Christenhusz (pteridófitos)
O Sistema de Classificação de Pteridófitos de Christenhusz é um esquema de classificação para os pteridófitos (Lycopodiophyta e Monilophyta), existente desde o ano de 2011 e publicado por Maarten J. M. Christenhusz.
Licófitas (Lycopodiophyta)
- Subclasse Lycopodiidae (= Selaginellidae, Isoëtidae)
  - Ordem Lycopodiales
    - Família Lycopodiaceae (=Phylloglossaceae, Huperziaceae): Huperzia, Lycopodiella, Lycopodium

  - Ordem Isoëtales
    - Família Isoëtaceae: Isöetes

  - Ordem Selaginellales
    - Família Selaginellaceae: Selaginella

- Subclasse Equisetidae (em Smith et al., classe Equisetopsida)
  - Ordem Equisetales
    - Família Equisetaceae: Equisetum

Ordens fósseis
- - Ordem Pseudoborniales
  - Ordem Bowmanitales
  - Ordem Sphenophyllales
  - Ordem Calamitales

- Subclasse Ophioglossidae (em Smith et al., classe Psilotopsida)
  - Ordem Ophioglossales
    - Família Ophioglossaceae (incl. Botrychiaceae): Cheiroglossa, Botrychium, Helminthostachys, Mankyua, Ophioglossum

  - Ordem Psilotales
    - Família Psilotaceae (incl. Tmesipteridaceae): Psilotum, Tmesipteris

- Subclasse Marattiidae (em Smith et al., classe Marattiopsida)
  - Ordem Marattiales
    - Família Marattiaceae (incl. Angiopteridaceae, Christenseniaceae, Danaeaceae): Angiopteris, Christensenia, Danaea, Eupodium, Marattia, Ptisana

- Subclasse Polypodiidae (por vezes como classe Pteridopsida, Filicopsida, em Smith et al., classe Polypodiopsida)
  - Ordem Osmundales
    - Família Osmundaceae: Leptopteris, Osmunda, Osmundastrum, Todea

  - Ordem Hymenophyllales
    - Família Hymenophyllaceae (incl. Trichomanaceae): Abrodictyum, Callistopteris, Cephalomanes, Crepidomanes, Didymoglossum, Hymenophyllum, Polyphlebium, Trichomanes, Vandenboschia

  - Ordem Gleicheniales
    - Família Gleicheniaceae (incl. Stromatopteridaceae): Dicranopteris, Diplopterygium, Gleichenella, Gleichenia, Sticherus, Stromatopteris
    - Família Dipteridaceae (incl. Cheiropleuriaceae): Cheiropleuria, Dipteris
    - Família Matoniaceae: Matonia, Phanerosorus

  - Ordem Schizaeales
    - Família Lygodiaceae: Lygodium
    - Família Schizaeaceae: Actinostachys, Schizaea
    - Família Anemiaceae (incl. Mohriaceae): Anemia

  - Ordem Salviniales
    - Família Marsileaceae (incl. Pilulariaceae): Marsilea, Pilularia, Regnellidium
    - Família Salviniaceae (incl. Azollaceae): Azolla, Salvinia

  - Ordem Cyatheales (= Dicksoniales, Hymenophyllopsidales, Loxsomatales, Plagiogyriales, Metaxyales
    - Família Thyrsopteridaceae: Thyrsopteris
    - Família Loxsomataceae: Loxsoma (nota: Loxoma como em Smith et al. é considerado um erro ortográfico e deve ser corrigido para Loxsoma), Loxsomopsis
    - Família Culcitaceae: Culcita
    - Família Plagiogyriaceae: Plagiogyria
    - Família Cibotiaceae: Cibotium
    - Família Cyatheaceae (incl. Alsophilaceae, Hymenophyllopsidaceae): Alsophila, Cyathea, Gymnosphaera, Sphaeropteris
    - Família Dicksoniaceae (incl. Lophosoriaceae): Calochlaena, Dicksonia, Lophosoria
    - Família Metaxyaceae: Metaxya

  - Ordem PolypodialesAdiantum lunulatum da família Pteridaceae 

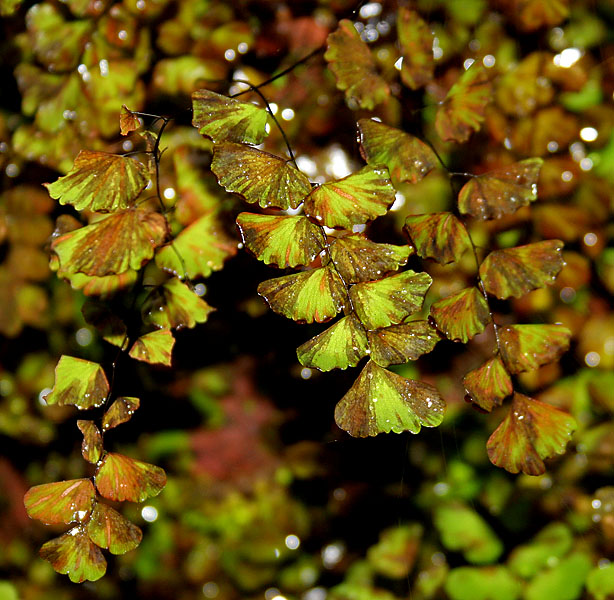
Adiantum lunulatum da família Pteridaceae

    - Família Lonchitidaceae: Lonchitis
    - Família Saccolomataceae: Orthiopteris, Saccoloma
    - Família Cystodiaceae: Cystodium
    - Família Lindsaeaceae: Lindsaea, Nesolindsaea, Odontosoria, Osmolindsaea, Sphenomeris, Tapeinidium, Xyropteris
    - Família Dennstaedtiaceae (incl. Hypolepidaceae, Monachosoraceae, Pteridiaceae): Blotiella, Dennstaedtia, Histiopteris, Hypolepis, Leptolepia, Microlepia, Monachosorum, Oenotrichia, Paesia, Pteridium
    - Família Pteridaceae (incl. Pellaeaceae, Adiantaceae, Cheilanthaceae, Ceratopteridaceae, Parkeriaceae, Cryptogrammaceae)
      - Subfamília 'Cryptogrammoideae': Coniogramme, Cryptogramma, Llavea
      - Subfamília 'Ceratopteridoideae': Acrostichum, Ceratopteris
      - Subfamília 'Pteridoideae': Actiniopteris, Anogramma, Aspleniopsis, Austrogramme, Cerosora, Cosentinia, Jamesonia (incl. Eriosorus), Nephopteris, Onychium, Pityrogramma, Pteris, Pterozonium, Syngramma, Taenitis
      - Subfamília 'Cheilanthoideae': Adiantopsis, Aleuritopteris, Argyrochosma, Aspidotis, Astrolepis, Bommeria, Calciphilopteris, Cassebeera, Cheilanthes, Cheiloplecton, Doryopteris, Hemionitis, Mildella, Notholaena, Paraceterach, Paragymnopteris, Pellaea, Pentagramma, Trachypteris, Tryonella
      - Subfamília 'Vittarioideae': Adiantum, Ananthacorus, Anetium, Antrophyum, Haplopteris, Hecistopteris, Monogramma, Polytaenium, Radiovittaria, Rheopteris, Scoliosorus, Vittaria

    - Família Cystopteridaceae: Acystopteris, Cystoathyrium, Cystopteris, Gymnocarpium
    - Família Hemidictyaceae: Hemidictyum
    - Família Aspleniaceae: Asplenium, Hymenasplenium.
    - Família Diplaziopsidaceae: Diplaziopsis, Hemidictyum, Homalosorus (Nota: Hemidictyum na sua própria família Hemidictyaceae)
    - Família Thelypteridaceae: Cyclosorus, Macrothelypteris, Phegopteris, Pseudophegopteris, Thelypteris
    - Família Woodsiaceae: Cheilanthopsis, Hymenocystis, Woodsia
    - Família Rhachidosoraceae: Rhachidosorus
    - Família Onocleaceae: Onoclea (incl. Matteuccia, Onocleopsis, Pentarhizidium)
    - Família Blechnaceae (incl. Stenochlaenaceae): Blechnum (incl. Doodia), Brainea, Pteridoblechnum, Sadleria, Salpichlaena, Stenochlaena, Woodwardia (Nota: a delimitação dos géneros é no entanto pouco certa. Braianea, Pteridoblechnum e Sadleria provavelmente devam ser incluidas em Blechnum, enquanto que Stenochlaena, Salpichlaena y algunas especies de Blechnum deveriam ser unidas num género separado do resto.)
    - Família Athyriaceae: Anisocampium, Athyrium, Cornopteris, Deparia, Diplazium
    - Família Hypodematiaceae: Didymochlaena, Hypodematium, Leucostegia
    - Família Dryopteridaceae (incl. Aspidiaceae, Bolbitidaceae, Elaphoglossaceae, Peranemataceae): Acrophorus, Acrorumohra, Adenoderris, Arachniodes, Arthrobotrya, Bolbitis, Coveniella, Ctenitis, Cyclodium, Cyrtogonellum, Cyrtomidictyum, Cyrtomium, Diacalpe, Dryopolystichum, Dryopsis, Dryopteris, Elaphoglossum, Lastreopsis, Leptorumohra, Lithostegia, Lomagramma, Maxonia, Megalastrum, Mickelia, Olfersia, Peranema, Phanerophlebia, Polybotrya, Polystichopsis, Polystichum, Revwattsia, Rumohra, Stenolepia, Stigmatopteris, Teratophyllum
    - Família Lomariopsidaceae: Cyclopeltis, Dracoglossum, Lomariopsis, Thysanosoria
    - Família Nephrolepidaceae: Nephrolepis
    - Família Tectariaceae: Aenigmopteris, Arthropteris, Hypoderris, Pleocnemia, Psammiosorus, Psomiocarpa, Pteridrys, Tectaria, Triplophyllum, Wagneriopteris
    - Família Oleandraceae: Oleandra
    - Família Davalliaceae: Davallia (incl. Humata), Davallodes
    - Família Polypodiaceae (incl. Drynariaceae, Grammitidaceae, Gymnogrammitidaceae, Loxogrammaceae, Platyceriaceae, Pleurisoriopsidaceae)
      - Subfamília 'Loxogrammoideae': Loxogramme
      - Subfamília 'Drynarioideae': Aglaomorpha, Arthromeris, Christiopteris, Drynaria, Gymnogrammitis, Paraselliguea, Phymatopteris, Polypodiopteris, Selliguea (note: Drynaria, Christiopteris and Aglaomorpha should be united.)
      - Subfamília 'Platycerioideae': Platycerium, Pyrrosia
      - Subfamília 'Microsoroideae': Dendroconche, Goniophlebium, Kaulinia, Kontumia, Lecanopteris, Lemmaphyllum, Lepisorus, Lepidomicrosorium, Leptochilus, Microsorum, Neocheiropteris, Neolepisorus, Paragramma, Phymatosorus, Podosorus, Thylacopteris, Tricholepidium
      - Subfamília 'Polypodioideae': Campyloneurum, Microgramma, Niphidium, Pecluma, Phlebodium, Pleopeltis, Pleurosoriopsis, Polypodium, Serpocaulon, Synammia, and the grammitids: Acrosorus, Adenophorus, Calymmodon, Ceradenia, Chrysogrammitis, Cochlidium, Ctenopterella, Dasygrammitis, Enterosora, Grammitis, Lellingeria, Leucostrichum, Luisma, Melpomene, Micropolypodium, Oreogrammitis, Prosaptia (incl. Ctenopteris), Radiogrammitis, Scleroglossum (incl. Nematopteris), Terpsichore, Themelium, Tomophyllum, Xiphopterella, Xiphoteris, Zygophlebia